# Дрифт
Дрифт је мото спорт где је задатак да што је могуће атрактивније проклизати аутом кроз кривину и проћи исту без излетања са стазе. Настао је у Јапану 1970-их година прошлог века. За разлику од класичног тркања где је победник први који прође циљ у дрифту је најбитније што више и што умешније заношење аута.